# Letícia Soares
Letícia Soares Delgado dos Santos (Magé, 18 de outubro de 1982), em artes Leticia Soares é uma atriz, cantora e dubladora brasileira.

## Biografia
Letícia Soares Delgado dos Santos (Magé, 18 de outubro de 1982) é uma atriz, cantora e dubladora brasileira. Destacou-se no teatro musical, sendo reconhecida por suas atuações em espetáculos como A Cor Púrpura e Marrom, o Musical. Também atua em produções audiovisuais e é voz de personagens em diversas dublagens para cinema e streaming.

### Carreira
Formada em Serviço Social pela Universidade Federal Fluminense (UFF), Letícia estudou canto na Escola Portátil de Música do Instituto Casa do Choro, no Rio de Janeiro. Iniciou sua carreira artística no espetáculo Besouro Cordão de Ouro, com texto de Paulo César Pinheiro e direção de João das Neves. No Rio de Janeiro, participou de montagens como Gota D’Água, É Samba na Veia, é Candeia e Missa dos Quilombos.
Em São Paulo, integrou o elenco de produções como O Rei Leão, Mudança de Hábito, We Will Rock You, Les Misérables, A Pequena Sereia, Rent, Natasha, Pierre e o Grande Cometa de 1812, Sunset Boulevard, Se Essa Lua Fosse Minha, Azáfama – Substantivo Feminino e MOTIM – Lugar de Escuta.
Ganhou destaque nacional ao interpretar Celie, protagonista do musical A Cor Púrpura, sob direção de Tadeu Aguiar. Por esse trabalho, recebeu os prêmios Bibi Ferreira, APTR, Cesgranrio de Teatro, Botequim Cultural e Destaques Musical.Rio.
Em 2022, participou de Marrom, o Musical, escrito e dirigido por Miguel Falabella. Em 2023, interpretou a Rainha Ana D’Áustria no espetáculo Iron – O Homem da Máscara de Ferro. No mesmo ano, tornou-se a primeira atriz negra a interpretar as canções da personagem Elsa em um evento oficial da Disney no Brasil, no espetáculo Frozen in Concert. Em 2024, atuou no musical Ray – Você Não Me Conhece, dirigido por Rodrigo Portella, e na peça A Partilha, também sob direção de Miguel Falabella.
Em 2025, foi confirmada como protagonista da versão brasileira de Dreamgirls, no papel de Effie White.

### Audiovisual
No audiovisual, destacou-se como a personagem Deisi Novaes na série musical O Coro: Sucesso, Aqui Vou Eu, produzida pela Disney+. Em 2025, integrou o elenco do filme Família de Sorte, interpretando a personagem Francielly. O longa, dirigido por Viviane Ferreira, tem previsão de estreia nos cinemas no segundo semestre de 2025.

### Dublagem
Na dublagem, Letícia é a voz da protagonista do filme Thelma: O Unicórnio, da Netflix. Também dublou a personagem Miss Honey em Matilda – O Musical (Netflix) e a cadela Peg no live-action A Dama e o Vagabundo (Disney+). Em 2024, emprestou sua voz à personagem Treinadora Roberts na animação Divertida Mente 2. Outros trabalhos incluem Wish, Miss Marvel, O Rei Leão, Vivo, Encanto, Uma Invenção de Natal, Mandalorian, Dr. Who e Gavião Arqueiro.

### Música
Além da atuação, Letícia desenvolve projetos musicais. Em 2022, apresentou o Tributo a Ella Fitzgerald em teatros de São Paulo e do Rio de Janeiro, interpretando clássicos do jazz e canções brasileiras gravadas pela artista norte-americana.
Em 2023, idealizou e protagonizou o espetáculo Soul Diva, ao lado das cantoras Lilian Valeska e Priscila Araújo, com direção musical de Tony Lucchesi. O show foi apresentado no Teatro Prudential, no Rio de Janeiro, e celebrou a força da mulher negra por meio de interpretações de músicas de diferentes épocas e estilos.
Gravou ainda, ao lado de Zélia Duncan, a faixa “Fim de Caso / Eu Sei de Cor”, lançada no álbum da gravadora Biscoito Fino.

### Outros trabalhos
Em 2021, foi finalista da edição do reality show musical Canta Comigo, exibido pela Record TV e Netflix.

## Carreira

### Teatro
| Ano         | Título                                  | Papel                                         | Estilo     | Teatro                                                                 |
| ----------- | --------------------------------------- | --------------------------------------------- | ---------- | ---------------------------------------------------------------------- |
| 2006 - 2016 | Besouro Cordão de Ouro                  | Coro                                          | Musical    | Diversos                                                               |
| 2008        | Gota D'água                             | Estela                                        | Musical    | Centro Cultural Veneza                                                 |
| 2008        | É Samba na Veia, é Candeia              | Leonilda                                      | Musical    | CCBB                                                                   |
| 2010        | Onomatopéia não é palavrão              | Elenco                                        | Musical    | CCBB                                                                   |
| 2011 e 2012 | Missa dos Quilombos                     | Elenco                                        | Musical    | Armazém da Utopia                                                      |
| 2013 e 2014 | O Rei Leão (musical)                    | Swing Cantora                                 | Musical    | Teatro Renault                                                         |
| 2015        | Mudança de Hábito                       | Ensemble / Deloris (cover)                    | Musical    | Teatro Renault                                                         |
| 2016        | We Will Rock You                        | Tina Turner / Killer Queen (cover)            | Musical    | Teatro Santander                                                       |
| 2017        | Les Misérables                          | Garota da Fábrica / Madame Thenardier (cover) | Musical    | Teatro Renault                                                         |
| 2018        | A Pequena Sereia                        | Ensemble                                      | Musical    | Teatro Santander                                                       |
| 2018        | Rent                                    | Solista                                       | Musical    | Teatro Riachuelo                                                       |
| 2018        | Natasha, Pierre e Grande Cometa de 1812 | Ensemble / Helene (cover)                     | Musical    | 033 Rooftop                                                            |
| 2018 e 2019 | Lugar de Escuta - M.O.T.I.M             | Imperatriz                                    | Musical    | Teatro do Núcleo Experimental                                          |
| 2019        | Sunset Boulevard                        | Emsemble                                      | Musical    | Teatro Santander                                                       |
| 2019        | Se Essa Lua Fosse Minha                 | Madrinha                                      | Musical    | Teatro do Núcleo Experimental                                          |
| 2019 a 2022 | A Cor Púrpura                           | Celie                                         | Musical    | Cidade das Artes, Theatro NET São Paulo, Teatro Riachuelo e outros     |
| 2022        | Azáfama - Substantivo Feminino          | Rosalinda / Moira                             | Musical    | SP Escola de Teatro                                                    |
| 2022 e 2023 | Marrom, o Musical                       | Vizinha / Alcione 5                           | Musical    | Teatro Sérgio Cardoso, Cidade das Artes, São Luis, João Pessoa e Belém |
| 2023        | Frozen in Concert                       | Elsa                                          | In Concert | Parque Villa Lobos                                                     |
| 2023        | Iron - O Homem da Máscara de Ferro      | Ana D'Áustria                                 | Musical    | 033 Rooftop                                                            |
| 2024        | A Partilha                              | Selma                                         | Peça       | Teatro Sabesp Frei Caneca                                              |
| 2024        | Ray: Você não me Conhece                | Della Bea                                     | Musical    | Teatro B32                                                             |
| 2025        | Dreamgirls: Em Busca de um Sonho        | Effie White                                   | Musical    | Teatro Santander                                                       |

### Dublagem
| Ano  | Título                                    | Papel                  | Estudio              | Canal               | Voz              |
| ---- | ----------------------------------------- | ---------------------- | -------------------- | ------------------- | ---------------- |
| 2019 | Aladdin                                   | Coro                   | TV Group             | Disney+             | Cantada          |
| 2019 | O Rei Leão                                | Coro                   | TV Group             | Disney+             | Cantada          |
| 2019 | A Dama e o Vagabundo                      | Peg                    | TV Group             | Disney+             | Cantada e Falada |
| 2020 | Uma Invenção de Natal                     | Srta. Johnston         | TV Group             | Netflix             | Cantada          |
| 2021 | O Mundo dos Centauros                     | Mulher                 | TV Group             | Netflix             | Cantada e Falada |
| 2021 | A Jornada de Vivo                         | Valentina              | TV Group             | Netflix             | Cantada e Falada |
| 2021 | Gavião Arqueiro                           | Viúva Negra (Broadway) | TV Group             | Disney+             | Cantada          |
| 2021 | Encanto                                   | Coro                   | TV Group             | Disney+             | Cantada          |
| 2021 | Queer Eye - A Inspiração de Reggie Devore | Sasha                  | Unidub               | Netflix             | Falada           |
| 2021 | Waffles + Mochi - Uma festa congelante    | Tracee Ellis Ross      | Unidub               | Netflix             | Cantada e Falada |
| 2021 | Natal em Nova York                        | Vozes Adicionais       | Unidub               | Globoplay           | Cantada e Falada |
| 2022 | Vampirina - 3ª Temporada                  | Medusa                 | TV Group             | Disney+             | Cantada e Falada |
| 2022 | Miss Marvel                               | Travina Springer       | TV Group             | Disney+             | Falada           |
| 2022 | Ridley Jones - A Guardiã do Museu         | Esquiadora             | TV Group             | Disney+             | Cantada e Falada |
| 2022 | Noite Infeliz                             | Linda Matthews         | Unidub               | Telecine            | Falada           |
| 2022 | Matilda: O Musical                        | Srta. Jennifer Honey   | TV Group             | Netflix             | Cantada e Falada |
| 2022 | Ultra-Violeta e o Escorpião Negro         | Vozes Adicionais       | TV Group             | Disney Channel      | Falada           |
| 2022 | Barbie: Epic Road Trip                    | Jacinda                | Unidub               | Netflix             | Cantada e Falada |
| 2023 | Baby Ruby                                 | Pam                    | Unidub               | Prime Video         | Falada           |
| 2023 | Turma de 2007                             | Vozes Adicionais       | Unidub               | Prime Video         | Falada           |
| 2023 | Desejo Obsessivo                          | Vozes Adicionais       | Vox Mundi            | Netflix             | Falada           |
| 2023 | O Poder                                   | Vozes Adicionais       | Unidub               | Prime Video         | Falada           |
| 2023 | Rainha Charlotte: Uma História Bridgerton | Lady Smythe-Smith      | Vox Mundi            | Netflix             | Falada           |
| 2023 | Garota da Lua e o Dinossauro Demônio      | Adria Lafayette        | TV Group             | Disney+             | Falada           |
| 2023 | O Mandaloriano                            | Duquesa                | TV Group             | Disney+             | Falada           |
| 2023 | Wish: o Poder dos Desejos                 | Sakina                 | TV Group             | Walt Disney Studios | Cantada e Falada |
| 2023 | Pokémon - Ventos de Paldea                | Citrina                | DuBrasil             | Youtube             | Cantada          |
| 2023 | Champion                                  | Honey                  | TV Group             | Netflix             | Falada           |
| 2023 | Doctor Who: Especiais                     | Carla Sunday           | TV Group             | Disney+             | Falada           |
| 2023 | Sobrevivendo em Grande Estilo             | Anita                  | Vox Mundi            | Netflix             | Falada           |
| 2023 | Percy Jackson e os Olimpianos             | Vozes Adicionais       | TV Group             | Disney+             | Falada           |
| 2023 | Wish: O Poder dos Desejos                 | Sakina                 | TV Group             | Disney+             | Cantada e Falada |
| 2023 | O Melhor. Natal. de Todos!                | Rose McCaffrey         | Unidub               | Netflix             | Falada           |
| 2024 | Dee e Amigos em Oz                        | Sra Esmeralda          | Unidub               | Netflix             | Cantada e Falada |
| 2024 | Bob Marley: One Love                      | Judy Mowatt            | Unidub               | Cinema              | Falada           |
| 2024 | Doctor Who                                | Carla Sunday           | Media Access         | Disney+             | Falada           |
| 2024 | Thelma, o Unicórnio                       | Thelma                 | Media Access         | Netflix             | Cantada e Falada |
| 2024 | Divertida Mente 2                         | Treinadora Roberts     | Media Access Company | Disney+             | Falada           |
| 2024 | Mufasa: O Rei Leão                        | Eshe                   | Media Access Company | Cinema              | Falada           |
| 2024 | Ariel                                     | Ursula                 | Media Access Company | Disney+             | Cantada e Falada |

### Audiovisual
| Ano  | Título                       | Papel        | Estudio/TV |
| ---- | ---------------------------- | ------------ | ---------- |
| 2022 | O Coro: Sucesso, Aqui Vou Eu | Deisi Novaes | Disney+    |
| 2025 | Família de Sorte             | Francielly   | Gullane    |

### Música
| Ano  | Título                    | Compositor                                                       | Albúm         | Gravadora     |
| ---- | ------------------------- | ---------------------------------------------------------------- | ------------- | ------------- |
| 2023 | Fim de Caso/Eu sei de Cor | Danillo Davilla/ Elcio di Carvalho/ Lari Ferreira/ Junior Pepato | Biscoito Fino | Biscoito Fino |

### Prêmios
| Ano       | Cerimônia                                 | Categoria                           | Trabalho                                              | Resultado |
| --------- | ----------------------------------------- | ----------------------------------- | ----------------------------------------------------- | --------- |
| 2018/2019 | Destaques da Temporada - É Sobre Musicais | Destaque do Ensemble                | Natasha Pierre e o Grande Cometa de 1812              | Venceu    |
| 2019      | Broadway World Brazil Awards              | Melhor Atriz Coadjuvante            | Se Essa Lua Fosse Minha                               | Indicado  |
| 2019      | Prêmio Shell de Teatro                    | Melhor Atriz                        | A Cor Púrpura                                         | Indicado  |
| 2019      | Prêmio Cesgranrio de Teatro               | Melhor Atriz em Musical             | A Cor Púrpura                                         | Venceu    |
| 2019      | Prêmio Botequim Cultural                  | Melhor Atriz em Musical             | A Cor Púrpura                                         | Venceu    |
| 2019      | Destaques Musical.Rio                     | Melhor Atriz                        | A Cor Púrpura                                         | Venceu    |
| 2019      | Destaques Musical.Rio                     | Solo do Ano                         | A Cor Púrpura                                         | Venceu    |
| 2019      | Prêmio APTR                               | Melhor Atriz Protagonista           | A Cor Púrpura                                         | Venceu    |
| 2019      | Prêmio Brasil Musical                     | Melhor Atriz                        | A Cor Púrpura                                         | Venceu    |
| 2019/2020 | Destaques da Temporada - É Sobre Musicais | Melhor Atriz                        | A Cor Púrpura                                         | Venceu    |
| 2021      | Prêmio Bibi Ferreira                      | Melhor Atriz em Musical             | A Cor Púrpura                                         | Venceu    |
| 2021      | Prêmio Arcanjo                            | Teatro                              | A Cor Púrpura                                         | Venceu    |
| 2022      | Destaque Imprensa Digital                 | Melhor Atriz                        | A Cor Púrpura                                         | Venceu    |
| 2022      | Destaques Musical.Rio                     | Melhor Atriz Coadjuvante            | Marrom, o Musical                                     | Venceu    |
| 2022      | Prêmio Cesgranrio de Teatro               | Melhor Atriz em Musical             | Marrom, o Musical                                     | Pendente  |
| 2023      | Prêmio Bibi Ferreira                      | Melhor Atriz Coadjuvante em Musical | Marrom, o Musical                                     | Indicado  |
| 2023      | Prêmio Arcanjo                            | Especial                            | Frozen In Concert e Iron, O Homem da Máscara de Ferro | Venceu    |
| 2023      | Destaque Imprensa Digital                 | Melhor Atriz Coadjuvante            | Iron, O Homem da Máscara de Ferro                     | Indicado  |

2021 - Medalha de Honra ao Mérito Municipal - Cristovão de Barros - Câmara Municipal de Magé/RJ.
2023 - Prêmio Dandara - ALERJ (Assembléia Legislativa do Estado do Rio de Janeiro).